# Atelier de poterie antique de Saint-Rémy-en-Rollat
L'Atelier de poterie antique de Saint-Rémy-en-Rollat est un atelier de poterie antique situé à Saint-Rémy-en-Rollat, à quelque 10 km au nord de Vichy dans le département de l'Allier, en Auvergne, France.
Sa production de sigillée est parmi les plus anciennes en Gaule. Mais sa spécialité est la fabrication de vases à pâte blanche, grise ou jaunâtre, recouverts d'une glaçure jaune tirant plus ou moins sur le brun.

## Découverte
En 1895 M. Givois trouve au lieu-dit les Crèches une grande quantité de vestiges de céramique, y compris des moules - ce qui indique la présence d'un atelier de potiers. La découverte est signalée à Joseph Déchelette qui achète en 1900 la collection amassée - sans beaucoup de soin et n'incluant que les pièces d'aspect notable - par M. Givois. Celles-ci comprennent un tesson de vase à relief d'applique à glaçure jaunâtre représentant le combat de Thésée et d'Hippolyte ; un rhyton à deux têtes aec un vernis vert, signé AVITVS ; un grand vase de forme Déch. 62 ; diverses statuettes en terre blanche ; des tessons de vases rouges vernis et de vases noirs.
Cette même année, Déchelette et Bertrand, conservateur du musée de Moulins, fouillent le terrain voisin et mettent au jour de nombreuses autres pièces. De fait, Déchelette ne peut être présent et c'est Bertrand qui dirige les fouilles et rédige un compte-rendu sous leurs deux noms,. Déchelette publie un autre article, qu'il reprend en grande partie dans son œuvre majeure Les vases céramiques ornés de la Gaule romaine (1904).
Des fours gallo-romains sont également signalés sur la commune voisine Saint-Didier-en-Rollat.

## La production
Actif au Ier siècle de notre ère, cet atelier fabrique des poteries et des figurines. Il est en fonction sur une durée assez courte, mais a un double intérêt : son ancienneté, et le fait qu'il a produit parmi les plus anciens spécimens de sigillées en Gaule, dérivant directement des types produits en Haute-Italie (dont Arezzo).
La spécialité de Saint-Rémy est cependant la fabrication de vases à pâte blanche, grise ou jaunâtre, recouverts d'une glaçure jaune tirant plus ou moins sur le brun. La glaçure est peu résistante : il n'en reste parfois que quelques traces.

### Les figurines
Elles sont de facture assez rudimentaire mais cependant de meilleure qualité que celles de la plupart des exemplaires recueillis ailleurs jusque là (en 1904). Elles incluent entre autres les habituelles Vénus anadyomènes et déesses-mères, ainsi qu'une tête d'enfant rieur ; un petit rhyton en forme de buste, à double visage masculin et féminin et qui porte à la base de l'encolure commune la marque AVII… (pour Avitus) ; un moule de déesse-mère qui porte au revers la marque CIIRI…O (Certino), marque trouvée aussi à Saint-Pourçain-sur-Bèbre (Allier) ; une tête de cervidé en forme de rhyton ; des fragments de gourde évidée en forme de couronne. Deux pièces sont notables, dont un moule de médaillon de 19 cm de diamètre représentant Léda et le cygne portant au revers la signature SIIXTVS (Sextus) tracée à la pointe en écriture cursive dans la pâte fraîche. Ce n'est pas la marque d'un propriétaire car elle est écrite avant cuisson, au nominatif et non au génitif. C'est la première fois que ce nom est rencontré sur un moule de figurine ; on le retrouve sur la majorité des figurines de Saint-Rémy. Les figurines sont d'ailleurs les seules céramiques signées : aucune sigillée ne l'est ; ce qui laisse supposer que le maître-potier local confectionnait lui-même ses vases mais acquérait ailleurs les moules des figurines et médaillons. L'autre pièce notable est aussi un moule de médaillon, incomplet, représentant Vénus avec une particularité : ses bras sont levés, ce qui est rare pour une figurine en argile blanche. Elle aussi est signée SIIXTVS. Or deux fragments de céramique du musée de Moulins se rapportent à des médaillons semblables et proviennent de l'atelier de Saint-Pourçain, ce qui laisse penser que les deux médaillons de Saint-Rémi proviennent également de Saint-Pourçain. Ainsi les mêmes moules sont diffusés dans les ateliers du Bourbonnais.

Moules de médaillon signés SIIXTVS, trouvés à l’atelier de Saint-Rémy-en-Rollat, provenant de Saint-Pourçain-sur-Besbre
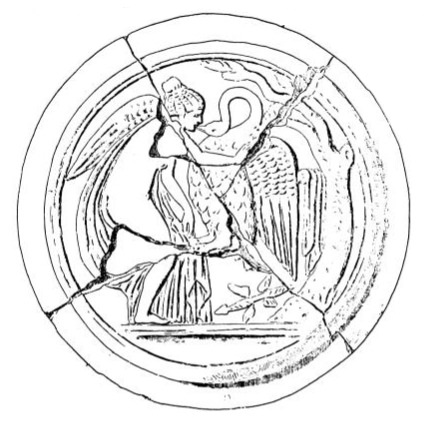
Léda et le cygne
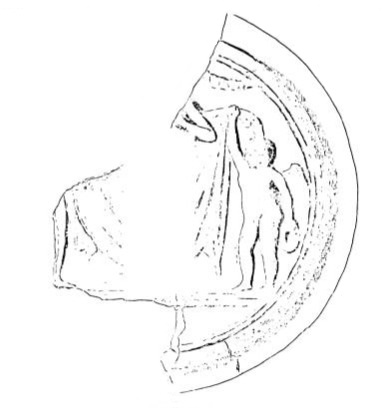
Moule de médaillon : Vénus

### Céramique lisse

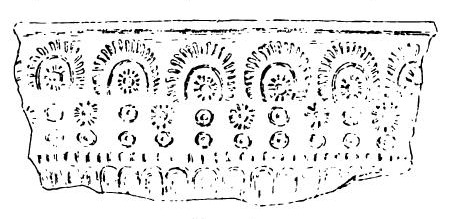
Fragment de moule Déch. 29

Certains pots présentent de fortes affinités avec des poteries du Ier siècle retrouvées ailleurs : sépulture d'Andernach (Allemagne), mont Beuvray, cimetière de Chaysieu sur Saint-Romain-le-Puy (Loire) (exposées au musée de la Diana à Montbrison), cimetière de la rue Saint-Jean à Roanne (exposées au musée de Roanne).

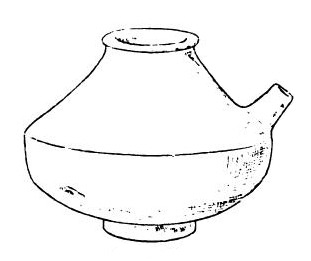
Petit vase de type "biberon". Hauteur 8 cm
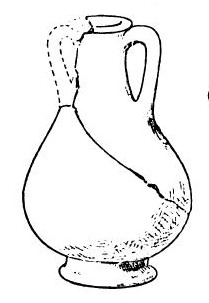
Petit guttus à deux anses. Hauteur 10 cm
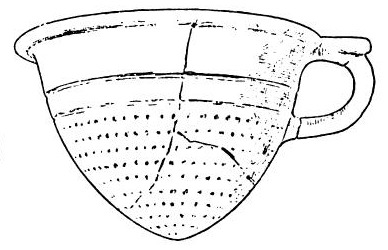
Passoire conique, hauteur 8,5 cm ; anse de la même forme que celle de syphos de forme Déch. 59.

### Céramique ornée

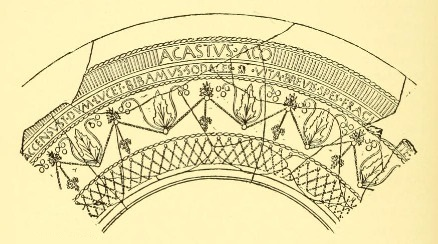
Décor d'« arcatures à pointes fleuronnées » par Aco Acastus qui a inspiré le décor typique de St-Rémy

Elle est représentée par une centaine de vases ou moules pour la plupart incomplets mais pouvant être restitués, et plusieurs centaines de tessons des mêmes types. Cet ensemble très homogène appartient clairement à une même époque de fabrication : celle des débuts de la poterie moulée en Gaule. On trouve les formes Déch. 57, Déch. 58, Déch. 59 (une imitation exacte de syphos grec, copie d'un modèle représenté par les coupes en argent trouvées à Pompéi, Alésia, Boscoreale et Hildesheim), Déch. 60, Déch. 62 et Drag. 29. Tous ces vases sont en pâte fine d'un blanc terne tirant sur le jaune clair, fabriqués au Ier siècle à Saint-Rémy, Gannat et Vichy. La surface de la plupart des échantillons a été altérée par l'humidité et l'enfouissement ; certains tessons portent encore une glaçure jaunâtre peu résistante tirant plus ou moins sur le brun. La terre est tendre et se laisse aisément désagréger avec l'humidité ; elle n'a ni la dureté ni la sonorité assurée par la cuisson à haute température des céramiques à pâte et à vernis rouges. Les parois sont minces. Aucune pièce n'est estampillée. Seule la panse est façonnée au moule ; lèvres, cols, pieds et anses sont tournés ou façonnés à part et collés ensuite à la barbotine, un collage assez précaire car ces pièces rapportées sont souvent décollées.
Quelle que soit leur forme, les 3/4 des vases ornés sont décorés de variantes d'un motif caractéristique de l'atelier de Saint-Rémy que Déchelette nomme « l'arcature à pointes fleuronnées », inspiré par le potier Aco Acastus qui a travaillé en Savoie ou Piémont à l'époque d'Auguste. Le même motif se retrouve sur quelques figurines blanches de Vénus appartenant au groupe de Sextugenos Sullias. Cette décoration typique est peut-être une survivance d'un motif de l'art de la Tène : il apparaît sur des objets de métal et poteries bretonnes de l'époque gauloise. Si cette hypothèse est exacte, c'est le seul exemple connu de l'influence de l'art gaulois sur le décor de sigillées. Un vase de forme Déch. 59 portant cette décoration distinctive a été trouvé à Rezé.

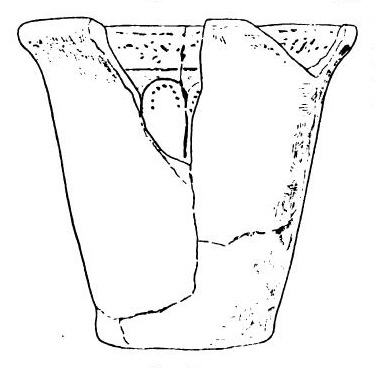
Moule de gobelet de type Aco. Forme Déch. 57
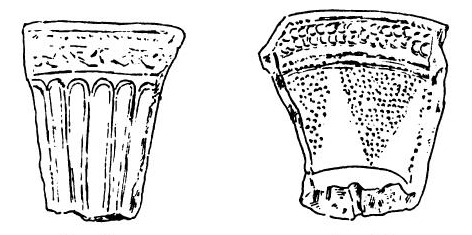
Fragments de moules de gobelets de type Aco. Forme Déch. 57
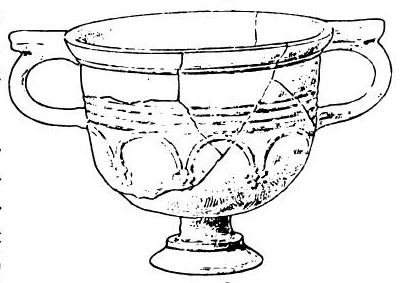
Petite coupe à 2 grandes anses, imitation de coupes en argent. Forme Déch. 59

### Poterie rouge vernissée
La poterie rouge vernissée n'est représentée que par de menus tessons, appartenant à l'époque de la première fabrication des céramiques de ce type. Par contre l'atelier de Saint-Rémy est en Gaule la source principale de poterie à glaçure verte ; le parcours de migration de cette technique est d'ailleurs notable : venue d'Asie Mineure (Tarse) et d'Alexandrie, elle arrive en Gaule précisément dans la région de l'Allier (incluant Vichy, Gannat et Lezoux) puis s'étend vers l'est en Germanie (Cologne, vers les années 100) et jusqu'en Pannonie (IIIe – IVe siècles).

### Céramique commune
L'atelier fabrique des plats en pâte très fine de couleur gris-blanc, à vernis ardoisé, avec une lèvre à face supérieure concave et dont le fond plat comporte un très petit talon.
Plusieurs kilos de tessons incluaient des vestiges d'assiettes et de plats creux sans vernis ni engobe, plutôt élégants pour de la vaisselle ordinaire. Les tessons montrent de petites bulles d'air sur la tranche. Leur argile est bien cuite : l'ongle ne la raye pas. Elle est jaunâtre ou rose très clair pour les assiettes.
L'ensemble date du début su Ier siècle : règnes de Tibère (14-37) ou début de celui de Claude (41-54).

### Céramique à glaçure plombifère
L'atelier de Saint-Rémy est le principal atelier du centre de la Gaule fabricant des céramiques à glaçure plombifère, à pâte blanche et glaçure jaune, rose ou verte. Ces pièces, produites à partir de l'époque de Tibère jusqu'au IIe siècle, se retrouvent principalement dans le centre et l’ouest de la Gaule, et en Bretagne.
Le sanctuaire gallo-romain de Mazamas, sur la commune de Saint-Léomer dans la Vienne, a livré des fragments une gourde de ce type de céramique provenant de Saint-Rémy, décorée d'une tête de méduse.